# Ancistrocerus santa-annae
Ancistrocerus santa-annae är en stekelart som först beskrevs av Henri Saussure 1857.  Ancistrocerus santa-annae ingår i släktet murargetingar, och familjen Eumenidae. Inga underarter finns listade i Catalogue of Life.